# Liste von Automuseen in Russland

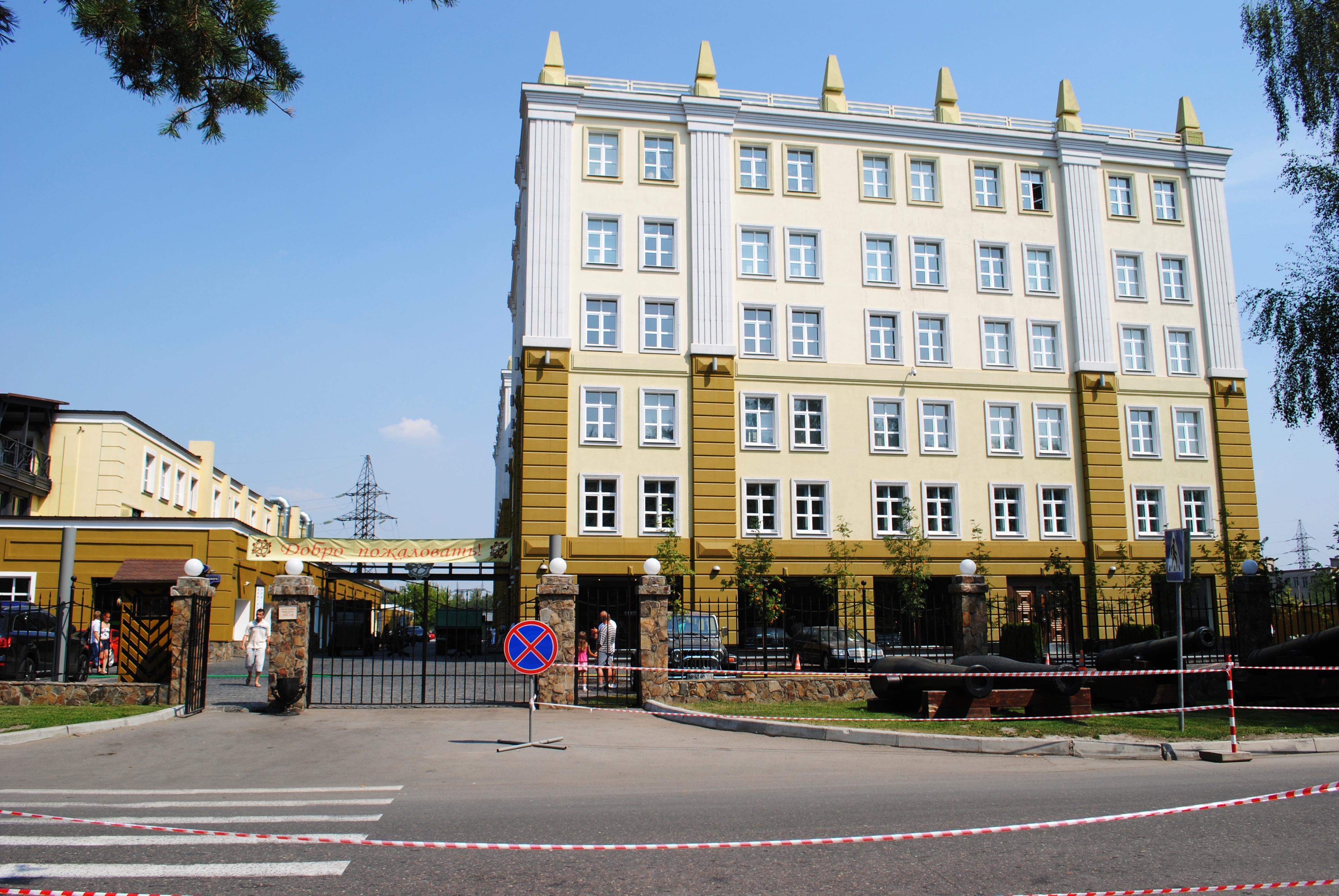
Technologisches Museum von Wadim Sadoroschni in Moskau

Die Automuseen in Russland sind überwiegend ganzjährig geöffnet.

## Tabellarische Übersicht
Die Tabelle ist absteigend nach der Anzahl der ausgestellten Personenkraftwagen sortiert, und bei gleicher Anzahl alphabetisch aufsteigend nach Ort. In der Spalte Stand ist das Jahr angegeben, auf das sich die Angaben Anzahl ausgestellter Pkw und Besondere Pkw beziehen. Die Auflistung in der Spalte Besondere Pkw erfolgt alphabetisch.
| Name des Museums                                      | Ort                      | Beschreibung                     | Anzahl ausgestellter Pkw | Stand | Besondere Pkw |
| ----------------------------------------------------- | ------------------------ | -------------------------------- | ------------------------ | ----- | ------------- |
| Museum für Retro-Technologie (музей ретро техники)    | Puschkin, St. Petersburg | Privates Technikmuseum mit Autos | 20                       | 2017  |               |
| Lomakowski Musej Starinnych Awtomobilej i Motoziklow  | Moskau                   | Autos                            |                          |       |               |
| Museum des Filmkonzerns Mosfilm                       | Moskau                   | Filmmuseum mit Autos             |                          |       |               |
| Oldtimer vehicles museum of Autoreview magazine       | Moskau                   | Autos                            |                          |       |               |
| Polytechnisches Museum                                | Moskau                   | Technikmuseum mit Autos          |                          |       |               |
| Technologisches Museum von Wadim Sadoroschni          | Moskau                   | Technikmuseum mit Autos          |                          |       |               |
| Museum der Geschichte des Unternehmens GAZ            | Nischni Nowgorod         | Autos                            |                          |       |               |
| Museum alter Automobile und Motorräder in Wladiwostok | Wladiwostok              | Autos und Motorräder             |                          |       |               |